# كماشة

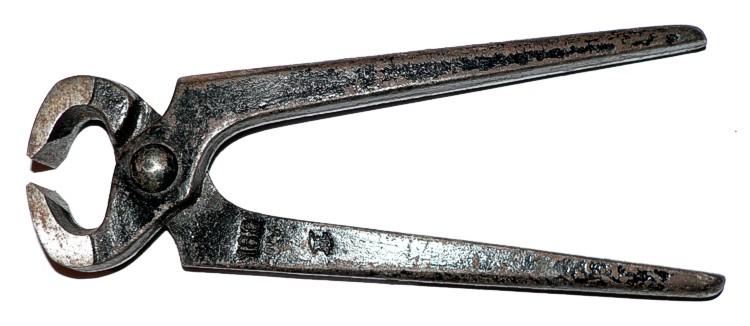
كماشة

الكَمَّاشة  (الجمع: كَمَّاشَات)، و كلبتين (الاسم العربي القديم) والمعروفة باسم كولاب (في بلاد المغرب العربي)، أداة صغيرة من حديد ذات فكَّين ومقبضين مثبتين معاً، ليعملا على نحوٍ متعاكس في نزع المسامير، ونحوها، هي آلة يستخدمها النجار، وهو لا يستغني عنها. مصانع تصنيع المطارق قاموا بدمج الكماشة مع المطرقة لتصبح آلة واحدة تستخدم في الطرق وإزالة المسامير.
تدمج الكماشات أيضاً مع عتلات النجارة لتستخدم في قرص الخشب في أعمال النجارة.